# Svitavy
Svitavy (en alemán: Zwittau) es la capital y mayor ciudad del distrito de Svitavy de la Región de Pardubice, en la República Checa. La ciudad tenía 17 027 habitantes en el año 2013 y es el centro administrativo de su distrito. En esta ciudad nació el famoso empresario Oskar Schindler, un alemán de los Sudetes que salvó la vida de más de mil judíos durante el Holocausto, y también es un importante centro del Movimiento Esperanto checo, incluido un museo del Esperanto que forma parte del museo de la ciudad.